# Cruden Bay Hotel Tramway
Die Cruden Bay Hotel Tramway war ein Straßenbahnbetrieb in Schottland, der von 1899 bis 1940 existierte. Die in Kapspur (1067 mm) angelegte Strecke mit einer Länge von 480 Metern diente ausschließlich der Anbindung eines an der schottischen Ostküste bei Cruden Bay, nördlich von Aberdeen gelegenen Luxushotels mit Golfplatz an einen nahegelegenen Bahnhof. Bis zur Einstellung war die Cruden Bay Tramway der nördlichste Straßenbahnbetrieb des Vereinigten Königreichs.

## Geschichte
Die Great North of Scotland Railway (GNSR), die ihr Streckennetz vor allem im Nordosten Schottlands rund um Aberdeen aufgebaut hatte, erwarb 1891 ihr erstes Hotel in Aberdeen. Dieses erwies sich als finanzieller Erfolg und brachte zusätzliche Fahrgäste auf die vergleichsweise schwach frequentierten Strecken der GNSR. Daraufhin entwickelte die Gesellschaft Pläne zum Bau eines Luxushotels an der Küste bei Cruden Bay, etwa 30 Kilometer nördlich von Aberdeen. Der dortige Sandstrand und die Möglichkeit, einen großen Golfplatz einzurichten, bestimmten die Standortwahl.
Am 2. August 1896 eröffnete die GNSR eine Zweigstrecke in den Fischerort Boddam, die in Ellon von ihrer Strecke zwischen Aberdeen und Fraserburgh abzweigte. In der Nähe des in Bau befindlichen Hotels wurde an dieser Strecke der Bahnhof Cruden Bay angelegt. Dieser befand sich in etwa 500 Metern Entfernung vom Hotel, so dass Transportbedarf zwischen Bahnhof und Hotel entstand. Die GNSR baute dafür eine etwa 480 Meter lange kapspurige Straßenbahnstrecke, die mit 500 Volt Gleichstrom elektrifiziert wurde. Erzeugt wurde der Strom im hoteleigenen Kraftwerk. Eingeweiht wurde die Bahn am 1. August 1899. Die Strecke war jedoch bereits früher, zur Eröffnung des Hotels im März 1899 fertiggestellt worden. Da zunächst die Generatorstation zur Stromversorgung noch fehlte, wurden die Fahrzeuge in den ersten Monaten noch von Pferden gezogen.
Neben dem Transport der Hotelgäste vom und zum Bahnhof diente die Bahn auch der Versorgung des Hotels. Dafür wurde ein kurzes Anschlussgleis um das Hotel herum zur Rückseite gelegt, darüber erfolgte Anlieferung und die Bedienung der Hotelwäscherei. Neben der Wäscherei befand sich auch ein zweigleisiger Schuppen für die Fahrzeuge der Straßenbahn. An beiden Streckenenden lagen Umsetzgleise, die Strecke selbst war eingleisig.
Trotz luxuriöser Ausstattung und des schnell sehr beliebten Golfplatzes war das Hotel in Cruden Bay für die GNSR ein finanzieller Misserfolg. Die Sommersaison an der schottischen Ostküste war für eine ausreichende Auslastung des Hotels zu kurz. Auch direkte Kurswagen nach London brachten keine Besserung. Die GNSR wurde mit dem Inkrafttreten des Railways Act 1921 am 1. Januar 1923 Teil der neuen London and North Eastern Railway (LNER), die auch das Hotel mitsamt Straßenbahn übernahm. 1932 stellte die LNER auf der Nebenstrecke nach Boddam den Personenverkehr ein. Damit endete auch der Personenverkehr der Straßenbahn. Hotelgäste wurden seither mit einem Rolls-Royce der LNER in Aberdeen abgeholt. Die Straßenbahn wurde weiterhin für die Versorgung des Hotels genutzt.
Nach Beginn des Zweiten Weltkriegs requirierte die Regierung das Hotel und nutzte es für militärische Zwecke als Trainingscamp der Gordon Highlanders (heute Teil des Royal Regiment of Scotland). Der Betrieb der Straßenbahn wurde daher am 31. Dezember 1940 eingestellt. Nach Kriegsende verlor die Bahnstrecke von Ellon nach Boddam ihren verbliebenen Güterverkehr und wurde am 7. November 1945 ebenfalls eingestellt. Das Hotel stand nach Ende der militärischen Nutzung leer und wurde 1947 auf Abbruch verkauft. 1952 wurde das Gebäude schließlich abgerissen. Bis Mitte der 1950er Jahre wurden die letzten baulichen Hinterlassenschaften der Straßenbahn beseitigt. Seither wird lediglich der Golfplatz benutzt, der weiterhin als einer der schönsten schottischen Golfplätze gilt.

## Fahrzeuge
Zur Betriebseröffnung beschaffte die GNSR zwei zweiachsige elektrische Triebwagen mit offenen Plattformen, die sie in ihren eigenen Werkstätten in Kittybrewster bauen ließ. Für den Gütertransport wurden einige geschlossene Anhängerwagen beschafft. Die Triebwagen boten 16 Sitzplätze. Sie waren in Purpurrot und Creme lackiert, unter den Fenstern waren das Wappen der GNSR und der Schriftzug „Cruden Bay Hotel“ angebracht. Die LNER änderte die Farbgebung analog zu ihren Personenwagen auf Teak.
Nach Einstellung der Straßenbahn wurden die beiden Triebwagen als Sommerhäuschen und als Schuppen verwendet. Ab Ende der 1980er Jahre wurde aus den beiden Fahrzeugen ein Triebwagen restauriert. Dieser steht seit dem Jahr 2000 im Grampian Transport Museum in Alford, ebenso die Überreste des zweiten Triebwagens.